# Juan de Dios Villanueva Roa

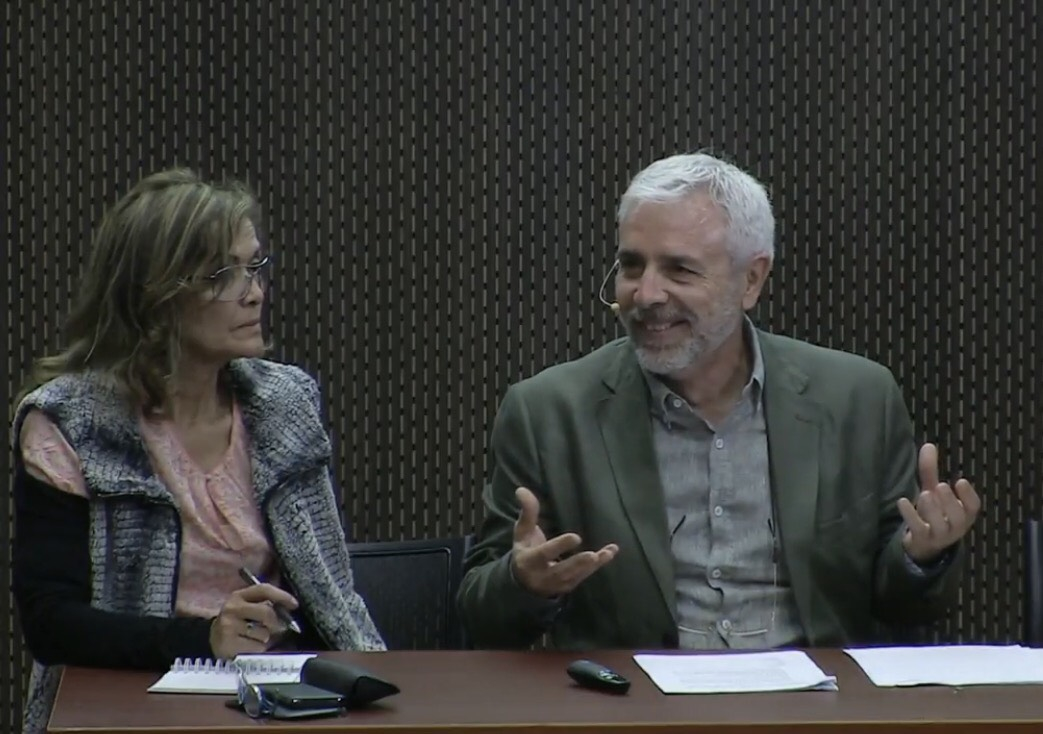
Conferencia "La enseñanza del español como segunda lengua en el marco del constructivismo". Seminario "Miradas Contemporáneas en Educación" organizado por el Doctorado Interinstitucional en Educación. Presentado por la Dra. Luisa Pinzón. Bogotá, 3 de mayo de 2017.

Juan de Dios Villanueva Roa (n. Huelma, Jaén; 1960) es un escritor español.

## Trayectoria
Viene publicando artículos de opinión en el diario Ideal desde 1997. Antes publicó en el decano de la prensa granadina, el motrileño El Faro y en la revista Costa Tropical. Han visto la luz sus libros de relatos Atardecer y Julia, el otro lado de la puerta; la novela El otoño de Lucía y el poemario Candela, entre otros, además de una decena de libros sobre enseñanza de la lengua y la literatura. Actualmente trabaja como profesor en la Universidad de Granada, tras una larga carrera profesional en todos los ámbitos educativos, desde la Educación Primaria. Ha sido colaborador en Onda Cero en Motril y Granada, de Cadena Ser en Granada, así como de Canal Sur TV.

## Novela
- El otoño de Lucía (Ediciones Osuna, Armilla (Granada), 2002)

## Relato
- Atardecer (Ediciones Osuna, Armilla (Granada), 1999)
- Julia, el otro lado de la puerta (Instituto Andaluz de la Mujer, Granada, 2002)
- Lian (Servicio de Publicaciones de la Diputación de Granada, Granada, 2018)

## Poesía
- Candela (Dauro Ediciones, Granada, 2015)

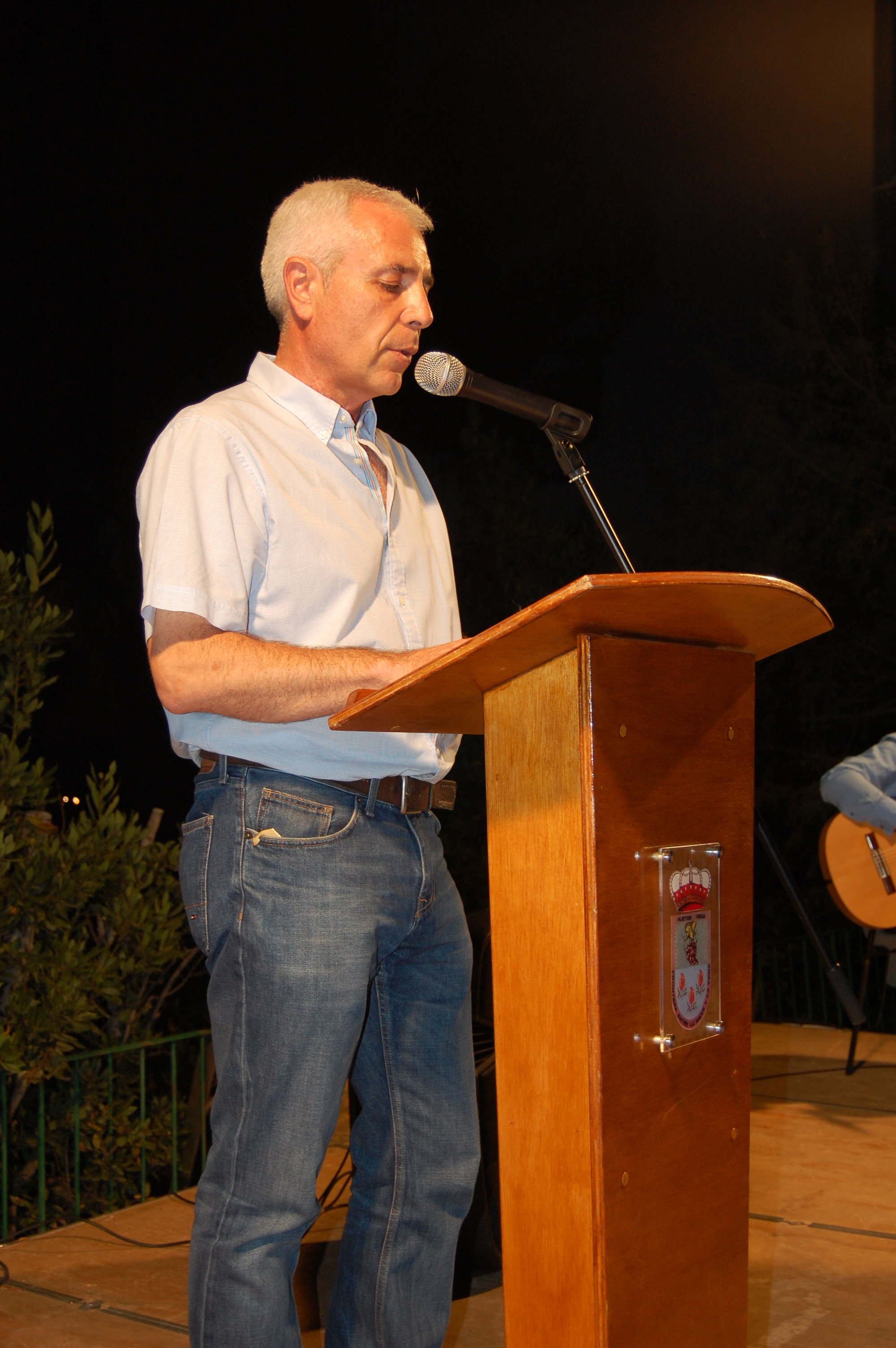
Recital poético en Huétor Vega (Granada), 2015.

## Prosa poética
- Acordes de tormenta y cielo (Editorial Nazarí, Granada, 2021)

## Ensayo
- Fiestas de moros y cristianos. La obra teatral como festejo: Cúllar, una historia, una cultura. (Grupo Editorial Universitario, Granada, 2008)